# Krönung

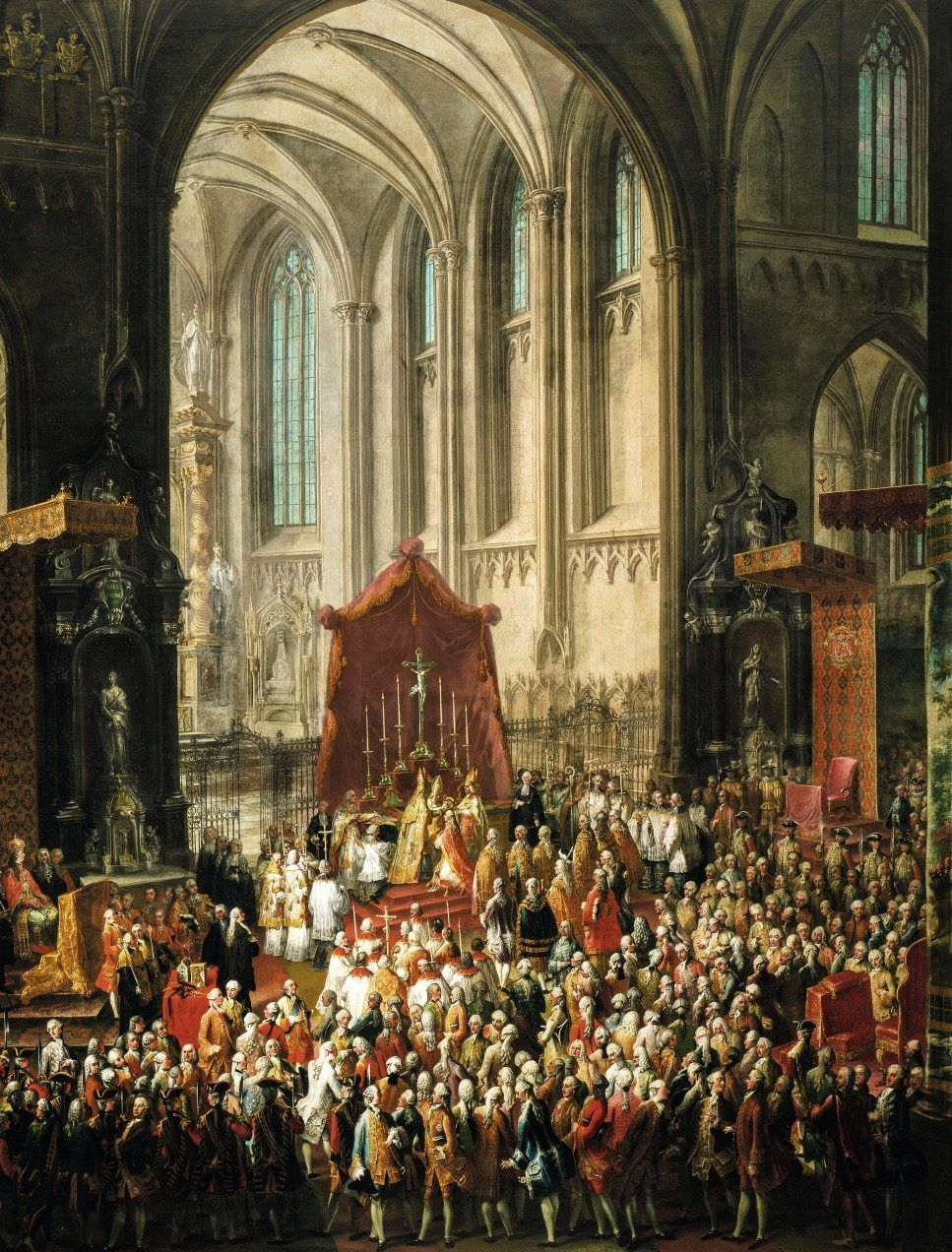
Die Krönung Josephs II. zum römischen König im Kaiserdom St. Bartholomäus in Frankfurt 1764

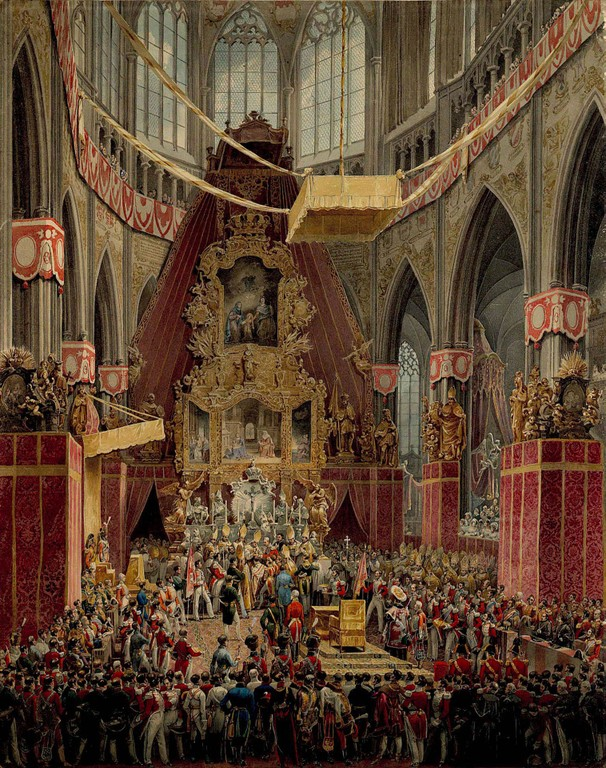
Die Krönung von König Ferdinand V. von Böhmen im Veitsdom 1836

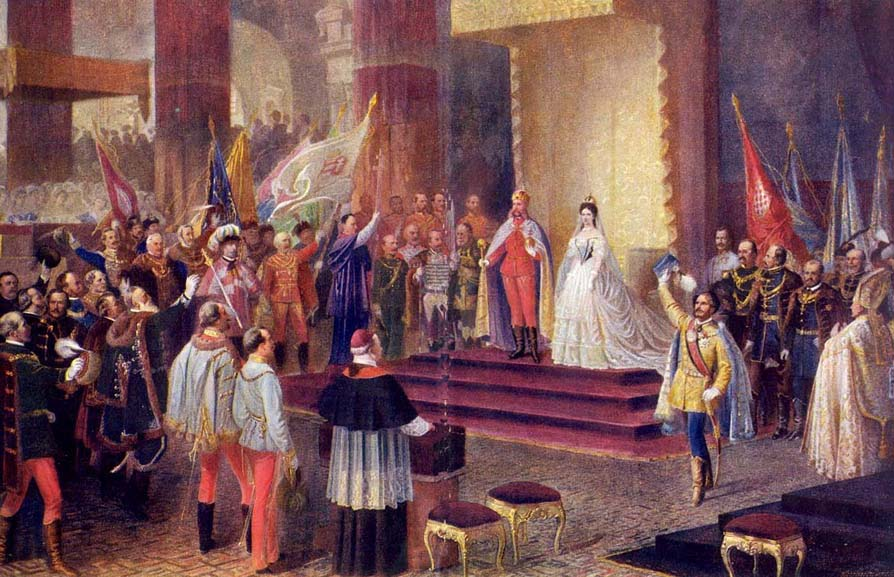
Krönung des ungarischen Königspaares Franz Joseph I. und Elisabeth in der Matthiaskirche 1867

Die Krönung ist seit der Antike und Mittelalter eine höfische Zeremonie, durch die ein neuer Monarch als Herrscher den Thron besteigt. Vollzogen wird der Akt durch das geistliche Oberhaupt der jeweiligen Kirche; mit dem damit verbundenen Gottesgnadentum erfolgt die Krönung allein durch den Willen oder die Gnade Gottes. Vollendet wird die Erhebung, die der Inthronisation folgt, durch den Empfang der Insignien wie Krone, Reichsapfel und Zepter.
Lange war es in der europäischen Geschichte ein Streit um die Machtfrage, ob weltliche Machthaber sich selbst krönen konnten oder ob eine Krönung nur von einem kirchlichen Würdenträger durchgeführt werden konnte.
Bei Herrschern, die keine Könige sind, also Großherzöge, Herzöge und Fürsten, spricht man von der Erbhuldigung.

## Geschichte
Bereits in den frühen Hochkulturen sind besondere Zeremonien und Handlungen bei der Einführung ihrer Anführer in ein Herrscheramt zu erkennen. Jede Kultur hatte ihre eigenen Machtsymbole und Zeremonien. Eines der Machtsymbole war die Krone.

### Altes Ägypten
Während der fast 3000 Jahre währenden Dauer der ägyptischen Kultur unterlag die Krönungszeremonie der Pharaonen nur wenigen Veränderungen, alle Herrscher von Pharao Djoser (1. Pharao des Alten Reichs) bis Kleopatra (letzte Königin des ägyptischen Ptolemäerreiches) hatten sie absolviert.
Das Zeremoniell war an bestimmte Feiertage der Ägypter geknüpft und stand auch mit der siebzigtägigen Mumifizierung des verstorbenen Altkönigs in Verbindung. Der Höhepunkt war nach mehreren Etappen die Krönung, zuerst mit der weißen Krone des Südens, dann mit der roten Krone des Nordens und zuletzt mit der Doppelkrone, die die Vereinigung der beiden Länder Ober- und Unterägypten symbolisierte. Anschließend zog der neue Pharao ins Barkenheiligtum des Gottesschattens, um seinen persönlichen Thronnamen sowie Horusname, Nebtiname und Goldname von der Priesterschaft verkündet zu bekommen.

### Römisches Reich

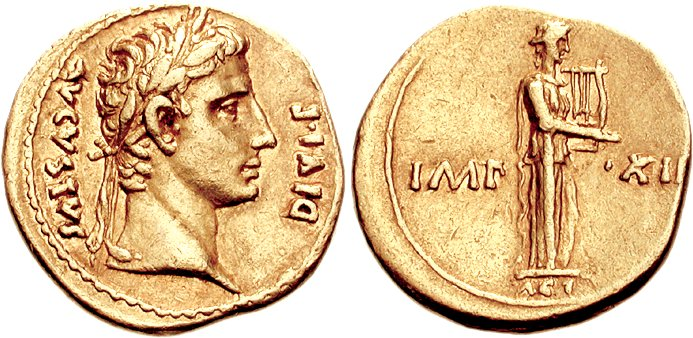
Augustus als Princeps, mit der Corona triumphalis auf dem Haupt

Mit Octavian und seiner Ehrung durch den Titel Augustus seitens des römischen Senats endete 27 v. Chr. die Römische Republik und die Römische Kaiserzeit begann. Doch wurden  republikanische Formen beibehalten und Augustus war offiziell ein Princeps, ein „Erster unter Gleichen“ des Senats. Als solcher wurde er auch nicht gekrönt. Da die römischen Kaiser für lange Zeit stets vom römischen Senat ernannt oder wenigstens bestätigt wurden, falls die Ausrufung durch das Heer erfolgte, wurde hieran festgehalten und die republikanische Fassade trotz einer monarchischen Ordnung aufrechterhalten. Als Machtinsignien standen den Kaisern der frühen und mittleren Kaiserzeit die Purpurtoga, die Corona civica und die Corona laurea, der goldene Lorbeerkranz, zu. Doch kleidete sich etwa Augustus in der Regel wie ein Privatmann. Eine Krönung fand während der ganzen Zeit nicht statt.
Erst in der Spätantike änderte sich die Ernennung der Kaiser. Die Imperatoren hatten von den Germanen die Schilderhebung übernommen und trugen ab Diokletian ein Diadem als Herrschersymbol. Ab Julian Apostata (360–363 n. Chr.) wurden die Kaiser Roms mit einer Schilderhebung und einer Torques-Krönung in ihr Amt erhoben. Die erste Krönung durch einen geistlichen Würdenträger wurde bei dem oströmischen Kaiser Leo I. (457–474) vollzogen.

### Byzantinisches Reich

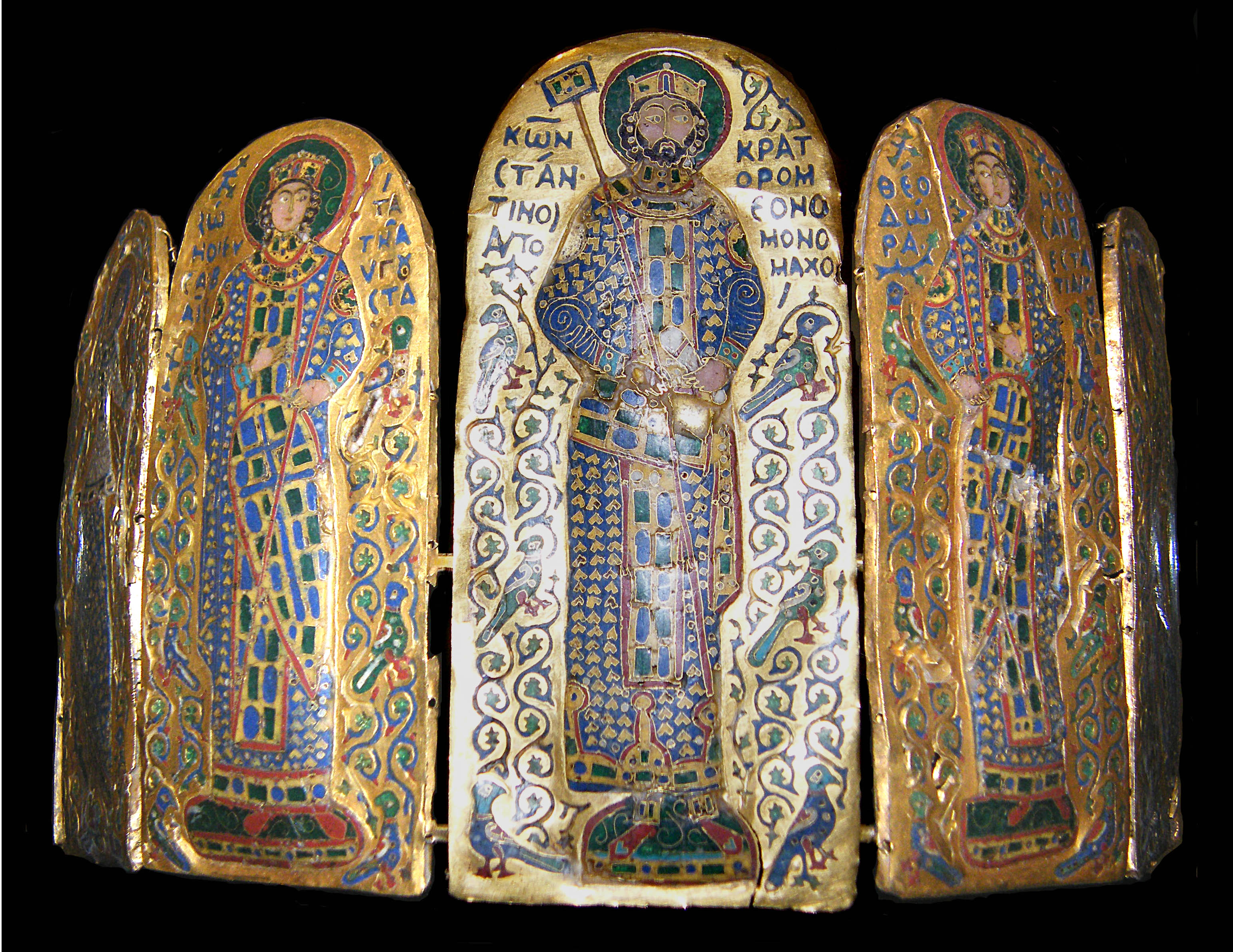
Plattenkrone des byzantinischen Kaisers Konstantin IX. Monomachos.

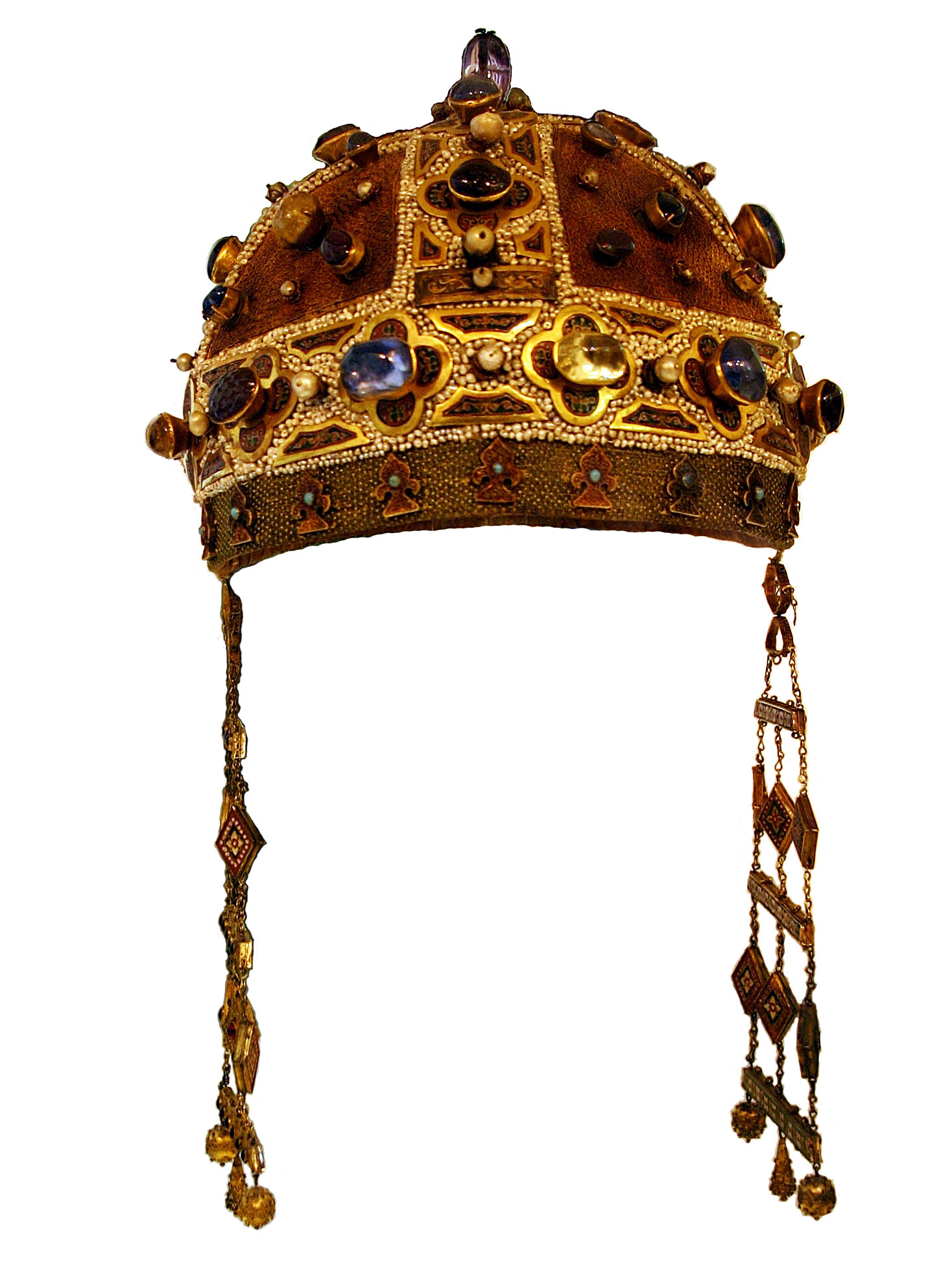
Beispiel eines Kamelaukion byzantinischen Stils, heute verwahrt im Domschatz von Palermo.

Die Kaiser in Byzanz trugen seit Kaiser Herakleios (dem traditionell gesehen letztem oströmischen und ersten byzantinischen Kaiser) den griechischsprachigen Herrschertitel Basileus (und Autokrator) der Römer.
Der Basileus wurde in alter römischer Tradition durch das Volk, die Armee und den Senat von Konstantinopel zum Herrscher bestellt. Die Amtseinsetzung bestand aus den Schritten Akklamation, Schilderhebung, Krönung mit dem Diadem und dem Umlegen des Purpurmantels. Sekundär wurde die Krönung durch den Patriarchen vorgenommen, dann für gewöhnlich in der Hagia Sophia. Als eigentlicher Coronator galt jetzt Christus selbst. Mit dem Exil in Nikaia wurde das Krönungszeremoniell, wohl unter dem Einfluss des Pontificale Romanum, um eine Salbung mit Myron ergänzt. Ab dem 13. Jahrhundert werden spezielle Münzprägungen zur Krönung üblich.
Das ursprüngliche Diadem entwickelte sich schon bald zu einer Plattenkrone weiter. Diese wiederum wurde in spätere Zeit durch ein Kamelaukion, eine Haube mit Edelsteinen, Perlen und Pendilien ersetzt.

### Mittelalter (Europa)

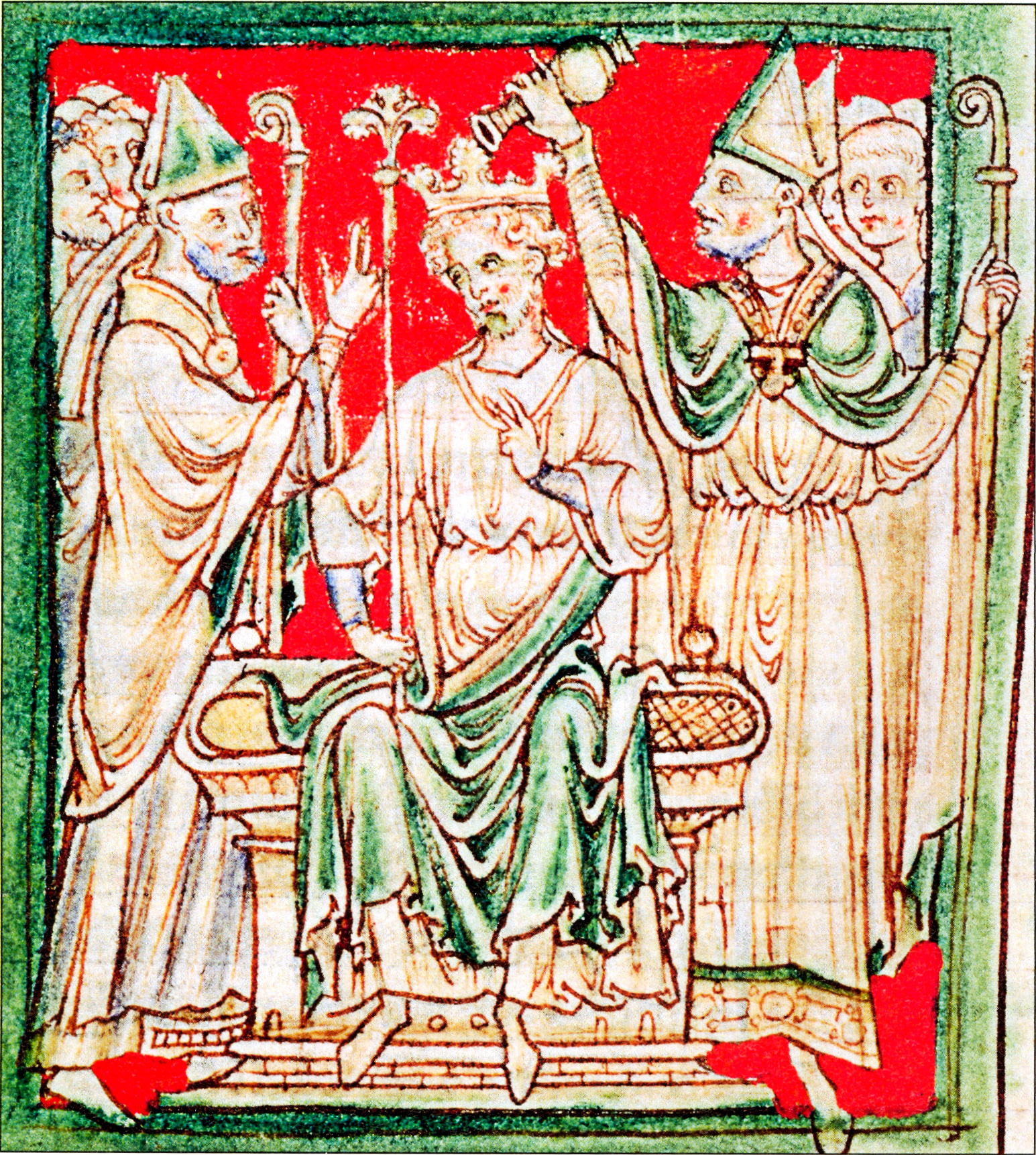
Richard Löwenherz, Salbung zum König, 1189

In der europäischen Geschichte tritt die Krönung als die wesentlichste Zeremonie im Zuge der Königserhebung an die Stelle der Salbung, die in der Tradition der Salbung der Könige Israels steht. Doch diese wird während des Mittelalters beibehalten.
Während der fränkische König Pippin III. sein Königtum durch Salbung (751) und drei Jahre darauf durch päpstliche Salbung bestätigen ließ, verbindet sein Sohn Karl der Große den Erwerb des Kaisertitels mit einer Krönung durch den Papst (800).
Heinrich I. verzichtete als erster römisch-deutscher König auf eine Salbung. Die Gründe hierfür sind aber nicht ganz klar. Sein Sohn Otto I. entschied sich dann aber für eine feierliche Königserhebung in Aachen im Jahre 936, die Salbung und Krönung einschloss. Dabei war wie bei seiner Kaiserkrönung im Jahre 962 die Krönung die hervorgehobene Zeremonie. Die kirchliche Feier im Zuge der Königserhebung wird daher auch durch einen Krönungsordo, nicht eine Salbungszeremonie, geregelt.

### Gegenwart

#### Europa
Krönungen im eigentlichen Sinne, bei denen der König gesalbt und ihm die Krone aufgesetzt wird sowie weitere Reichsinsignien in die Hand gegeben werden, gibt es in Europa heute allein noch im Vereinigten Königreich.
In den andern europäischen Ländern, die einst eine Krönungs- und/oder Salbungstradition hatten, wurde diese im 19. oder frühen 20. Jahrhundert aufgegeben und durch eine Vereidigungsfeier (so in Schweden) oder durch eine Vereidigungsfeier, der eine Segnungsfeier folgt (wie in Norwegen), abgelöst. In Dänemark findet sogar lediglich eine Proklamation durch den amtierenden Ministerpräsidenten statt, da der zukünftige König schon als Kronprinz beim Erreichen der Volljährigkeit auf die Verfassung vereidigt wird. Letzte europäische Krönungen außerhalb des Vereinigten Königreichs waren diejenigen von Håkon VII. 1905 im norwegischen Trondheim, von Karl I. 1916 im ungarischen Budapest (als König Karl IV. von Ungarn), von Ferdinand I. 1922 im rumänischen Alba Iulia sowie von Papst Paul VI. 1963 im Vatikan.
In den 1806 geschaffenen Königreichen Bayern und Württemberg gab es zwar Kroninsignien, aber keine Krönungen. In Preußen war die letzte Krönung diejenige König Wilhelms I. 1861; seine Nachfolger Friedrich III. und Wilhelm II. wurden nicht mehr gekrönt. Spanien kennt schon seit dem 15. Jahrhundert keine Krönungen mehr, und in den erst im 19. Jahrhundert begründeten Monarchien Belgiens und der Niederlande waren sie von Anfang an unbekannt. An die Stelle einer Krönung trat hier, wie im heutigen Schweden, eine vor dem Parlament stattfindende Vereidigungsfeier, die in den Niederlanden mit einer Huldigung durch das Parlament verbunden ist.
Bei Vereidigungs- und Segnungsfeiern bleiben die Reichsinsignien auf ein Kissen gebettet neben dem neu eingeführten Monarchen liegen und werden diesem nicht persönlich überreicht; in diesen Fällen ist es denn auch inkorrekt, von „Krönung“ zu sprechen.

#### Andere Kontinente
In einigen Monarchien weltweit werden auch heute noch Krönungen vorgenommen. Dazu zählen Bhutan (letzte Krönung am 6. November 2008), Brunei (1. Februar 1968), Japan (22. Oktober 2019), Kambodscha (29. Oktober 2004), Lesotho (31. Oktober 1997), Eswatini (25. April 1986), Thailand (4. Mai 2019) und Tonga (Juli 2015).